# As Aventuras de Zé Caipora
As Aventuras de Zé Caipora é uma história em quadrinhos criada pelo escritor e desenhista ítalo-brasileiro Angelo Agostini. Foi publicada na Revista Illustrada no ano de 1883 e no semanário Don Quixote (1895 - 1903), sendo um dos primeiros quadrinhos brasileiros.

## Sinopse
Conta as trapalhados de um homem urbano chamado José Corimba, mais conhecido pelo seu apelido de Zé Caipora, apelido dado a ele por suas trapalhadas e aventuras marcadas pela falta de sorte.

## Adaptações

### Cinema
Em 2 de setembro de 1909 foi lançado o filme "Aventuras do Zé Caipora", dirigido por Antonio Serra baseado nas histórias de Agostini. Atualmente o filme está perdido.